# Datlíčci
Datlíčci (Picumninae) je podčeleď šplhavců z čeledi datlovitých.
Jsou to malí (9–13 cm) krátkoocasí ptáci. Vyskytují se v tropech, většina druhů v Jižní Americe, tři žijí v Asii a jeden v Africe. Je známo 30 druhů ve dvou rodech (Picumnus a Sasia; český název pro oba je datlíček). K podčeledi Picumninae býval také řazen datel antilský (Nesoctites micromegas), podle fylogenetických analýz ale netvoří s datlíčky monofyletickou skupinu a je řazen jako jediný druh do zvláštní podčeledi Nesoctitinae. Samotná monofylie Picumninae není ještě zcela prokázaná.
Datlíček trpasliší (Sasia africana), jediný africký zástupce skupiny, je někdy řazen do zvláštního rodu Verreauxia.

## Druhy
- rod Picumnus
  - datlíček amazonský (Picumnus varzeae)
  - datlíček běloskvrnný (Picumnus albosquamatus)
  - datlíček bolivijský (Picumnus dorbignyanus)
  - datlíček brazilský (Picumnus pygmaeus)
  - datlíček černoskvrnný (Picumnus nigropunctatus)
  - datlíček ekvádorský (Picumnus sclateri)
  - datlíček guyanský (Picumnus minutissimus)
  - datlíček hnědavý (Picumnus fulvescens)
  - datlíček hnědohřbetý (Picumnus granadensis)
  - datlíček hnědoprsý (Picumnus nebulosus)
  - datlíček kaštanový (Picumnus cinnamomeus)
  - datlíček Lafresnayeův (Picumnus lafresnayi)
  - datlíček okrový (Picumnus limae)
  - datlíček olivový (Picumnus olivaceus)
  - datlíček orinocký (Picumnus pumilus)
  - datlíček perloprsý (Picumnus steindachneri)
  - datlíček peruánský (Picumnus subtilis)
  - datlíček proužkobřichý (Picumnus cirratus)
  - datlíček rezavobřichý (Picumnus rufiventris)
  - datlíček rezavokrký (Picumnus fuscus)
  - datlíček světlebřichý (Picumnus spilogaster)
  - datlíček světleprsý (Picumnus castelnau)
  - datlíček šupinatý (Picumnus squamulatus)
  - datlíček tečkovaný (Picumnus innominatus)
  - datlíček Temminckův (Picumnus temminckii)
  - datlíček zlatočelý (Picumnus aurifrons)
  - datlíček zlatošupinkový (Picumnus exilis)
- rod Sasia
  - datlíček malajský (Sasia abnormis)
  - datlíček trpasličí (Sasia africana)
  - datlíček žlutočelý (Sasia ochracea)